# Opiliones
Opiliones (tên cũ là Phalangida) tên tiếng Việt là Bộ Chân dài, là một bộ thuộc Lớp Hình nhện. Đến thời điểm năm 2006, có hơn 6500 loài trong bộ này đã được phát hiện trên khắp thế giới dù số lượng loài đang tồn tại có thể lên đến 10.000 loài. Bộ này có thể được chia thành 5 phân bộ: Cyphophthalmi, Eupnoi, Dyspnoi, Laniatores, và Tetrophthalmi. Hóa thạch được bảo quản tốt đã được tìm thấy trong các Rhynie chert 400 triệu năm tuổi của Scotland, trông hiện đại một cách đáng ngạc nhiên, cho thấy rằng cấu trúc cơ bản của chúng đã không thay đổi nhiều kể từ đó. Vị trí phát sinh loài bị tranh chấp: các loài có quan hệ gần gùi chúng nhất có thể là các con ve (Acari) hay Novogenuata (Scorpiones, Pseudoscorpiones và Solifugae).. Dù thuộc Lớp hình nhện, chúng không phải là nhện thuộc Bộ Araneae.